# 许宏
许宏（1963年7月—），中华人民共和国考古学家，中国社会科学院考古研究所研究员。

## 生平
1963年7月出生于辽宁盖州。1980年考入山东大学历史系考古专业，1984年毕业后留校任教。许宏三次带学生前往山东丁公遗址进行田野考古实习。1992年，许宏负责的区域发掘出丁公陶文，它是现今发现的最早的中国文字。1992年，到中国社会科学院研究生院攻读博士，师从徐苹芳，研究方向为先秦时期城市考古。1996年毕业，在中国社会科学院考古研究所从事研究工作。1999年，任二里头考古队的第三任队长，主持河南偃师二里头遗址的发掘，2019年辞去队长职务。许宏开通有微博和B站账号，用于为公众普及历史考古知识，微博粉丝超过一百万。

## 著作
著有《先秦城市考古学研究》（原为许宏的博士学位论文，修订版为《先秦城邑考古》），《溯源中国》《踏墟寻城》（许宏“自选集”系列），散文随笔集《聊聊考古那些事儿》《许宏的考古“方”》（分为《装作有闲》《透物见人》两册），《最早的帝国：二里岗文明冲击波》，《最早的中国：二里头文明的崛起》《何以中国：公元前2000年的中原图景》《大都无城：中国古都的动态解读》《东亚青铜潮：前甲骨文时代的千年变局》（“解读早期中国”系列），《发现与推理》《三星堆之惑》（“考古纪事本末”系列）。参与主编《偃师二里头遗址研究》。